# Sa’id Nafisi
Sa’id Nafisi (ur. 8 czerwca 1896, zm. 1966) – perski pisarz i historyk literatury.
W 1934 został profesorem uniwersytetu w Teheranie, a w 1935 członkiem Irańskiej Akademii Literatury i Języka. W 1931 opublikował powieść Farangis inspirowaną Cierpieniami młodego Wertera Goethego. Wydał również zbiory opowiadań, powieści satyryczne i historyczne i prac z dziedziny historii i kultury Persji. Tłumaczył także literaturę francuską.